# Осциллятор Макклеллана
Осциллятор Макклеллана (англ. McClellan oscillator) — рыночный технический индикатор, характеризующий разброс рынка («ширину рынка») по анализу количества растущих и падающих инструментов в периоде; является одним из наиболее распространённых индикаторов данного класса.
На основе данного осциллятора строится индекс суммирования Макклеллана (англ. McClellan summation index) — самостоятельный рыночный технический индикатор.
Осциллятор и индекс суммирования Макклеллана были разработаны Шерман и Мариан Макклеллан (англ. Sherman and Marian McClellan) в 1969 году.
Детальное описание принципов интерпретации этих индикаторов было приведено в их книге «Прибыльные паттерны: осциллятор и индекс суммирования Макклеллана» (англ. Patterns for Profit: The McClellan Oscillator and Summation Index).

## Методика расчёта

### Осциллятор Макклеллана
Значение осциллятора Макклеллана численно равно разности значений быстрой и медленной экспоненциально взвешенных скользящих средних, построенных на разности между количеством растущих и падающих инструментов на рынке за период:
{\displaystyle {\textit {McClellanOscillator}}_{t}={\textit {EMA}}_{fast,t}({\textit {Advances}}_{i}-{\textit {Declines}}_{i})-{\textit {EMA}}_{slow,t}({\textit {Advances}}_{i}-{\textit {Declines}}_{i}),}
где {\displaystyle {\textit {McClellanOscillator}}_{t}} — значение осциллятора Макклеллана в момент {\displaystyle t}, {\displaystyle {\textit {EMA}}_{fast,t},{\textit {EMA}}_{slow,t}} — значения соответственно быстрой и медленной экспоненциально сглаженных скользящих средних в момент {\displaystyle t} построенных на разности количества растущих — {\displaystyle {\textit {Advances}}_{i}} и падающих — {\displaystyle {\textit {Declines}}_{i}} инструментов в {\displaystyle i}-ом периоде входящем в расчёт соответствующих скользящих средних:
{\displaystyle {\textit {EMA}}_{fast,t}=\alpha _{fast}\cdot ({\textit {Advances}}_{t}-{\textit {Declines}}_{t})+(1-\alpha _{fast})\cdot {\textit {EMA}}_{t-1}}
{\displaystyle {\textit {EMA}}_{slow,t}=\alpha _{slow}\cdot ({\textit {Advances}}_{t}-{\textit {Declines}}_{t})+(1-\alpha _{slow})\cdot {\textit {EMA}}_{t-1},}
где {\displaystyle fast,slow} — число периодов для нахождения сглаживающей константы {\displaystyle \alpha } соответственно для быстрой и медленной скользящих средних:
{\displaystyle \alpha _{fast}={\frac {2}{fast+1}}}
{\displaystyle \alpha _{slow}={\frac {2}{slow+1}}.}
В оригинальной работе в качестве быстрой EMA использовалась 19-дневная скользящая средняя (приблизительно 10 %), а в качестве медленной — 39-дневная (приблизительно 5 %):
{\displaystyle {\textit {McClellanOscillator}}_{t}={\textit {EMA}}_{19,t}({\textit {Advances}}_{i}-{\textit {Declines}}_{i})-{\textit {EMA}}_{39,t}({\textit {Advances}}_{i}-{\textit {Declines}}_{i}),}
{\displaystyle \alpha _{fast}={\frac {2}{19+1}}}
{\displaystyle \alpha _{slow}={\frac {2}{39+1}}.}

### Индекс суммирования Макклеллана
Индекс суммирования Макклеллана — это кумулятивная сумма осциллятор Макклеллана:
{\displaystyle {\textit {McClellanSummationIndex}}_{t}={\textit {McClellanSummationIndex}}_{t-1}+{\textit {McClellanOscillator}}_{t},}
где {\displaystyle {\textit {McClellanSummationIndex}}_{t},{\textit {McClellanSummationIndex}}_{t-1}} — индексы суммирования Макклеллана в текущем — {\displaystyle t} и предыдущем — {\displaystyle t-1} периодах, {\displaystyle {\textit {McClellanOscillator}}_{t}} — значение осциллятора Макклеллана в текущем периоде.

## Торговые стратегии

### Стратегии, построенные на осцилляторе Макклеллана
Аналитики предлагают различные стратегии торговли с использованием осциллятора Макклеллана.
Например, можно использовать в качестве единственного сигнального уровня нулевую отметку. В этом случае следует:
- открыть длинную позицию (закрыть короткую) если осциллятор Макклеллана пересечёт нулевую отметку снизу вверх;
- закрыть длинную позицию (открыть короткую) если осциллятор Макклеллана пересечёт нулевую отметку сверху вниз.

Также можно использовать классические для осцилляторов стратегии, например:
- покупать, если осциллятор Макклеллана превысил значение −70;
- продавать, если осциллятор Макклеллана стал ниже +70.

Существуют и более сложные интерпретации сигналов данного индикатора.

### Стратегии, построенные на индексе суммирования Макклеллана
Для индекса суммирования Макклеллана признано оправданным применение торговой стратегии, построенной по аналогичному с его осциллятором принципу сравнения с нулевой отметкой:
- открыть длинную позицию (закрыть короткую) когда индекс суммирования Макклеллана пересечёт нулевую отметку снизу вверх;
- закрыть длинную позицию (открыть короткую) когда индекс суммирования Макклеллана пересечёт нулевую отметку сверху вниз.

В оригинальной методике стратегия такова:
- если индекс опускается ниже −1300, это означает приближение рынка к основанию;
- если при значениях индекса выше +1600 возникает расхождение с рынком, следует ожидать образование вершины;
- если индекс превышает +1900 после подъема более чем на 3600 пунктов от предыдущего минимума (например, индекс изменяется от −1600 до +2000), это говорит о начале значительной восходящей тенденции.

## Связь с другими индикаторами
Другим популярным индикатором, анализирующим «ширину рынка», является Линия роста/падения.